# Una macchia rosa
Una macchia rosa és una pel·lícula dramàtica italiana del 1970 dirigida per Enzo Muzii. Fou exhibida per primer cop com a part de la selecció oficial del Festival Internacional de Cinema de Sant Sebastià 1969.

## Sinopsi
Un jove documentalista, Giancarlo, torna d'un viatge a l'Índia amb Mary, filla d'uns amics del seu oncle, i un abundant material fotogràfic sobre el que comença a treballar de mala gana. A Roma se sent incòmode: el trànsit caòtic i les preocupacions fútils dels seus amics l'irriten. Però el que l'irrita és que no és capaç de donar sentit al seu viatge. Va a buscar el seu oncle buscant respostes, però no el troba. Alhora, li arriba la notícia del suïcidi de la seva germana Valeria. Després d'acomiadar tothom, fins i tot la seva promesa Adele, es queda amb Mary a buscar la resposta en les cares d'indis marcats per la fam i en els coberts amb túniques roses als marges del riu Ganges.

## Repartiment
- Giancarlo Giannini - Giancarlo
- Leopoldo Trieste - L'actor
- Delia Boccardo - Livia
- Valeria Moriconi - Valeria
- Ginevra Benini - Mary
- Orchidea De Santis - Nadia
- Stefanella Giovannini - Adela